# Чепанис, Альфред Казимирович
Альфред Казимирович Чепанис (латыш. Alfrēds Čepānis; 3 августа 1943, Калснавская волость, генеральный округ Латвия — 26 апреля 2024, Рига) — латвийский политический деятель, председатель 6-го Сейма Латвии (1996—1998).

## Биография
Родился 3 августа 1943 года в Калснавской волости Мадонского уезда Латвии, находившейся в немецкой оккупации, отец —  литовец, мать —  белоруска.
Окончил сельскохозяйственное политехническое училище № 1 по специальности «младший зоотехник-организатор» (1960—1962), Рижскую советско-партийную школу (1964—1967), Заочную Высшую партийную школу при ЦК КПСС (1973).
В 1957—1960 годах — помощник тракториста, в 1962—1964 тракторист-комбайнер колхоза «Драудзиба» Мадонского района.
С 1964 года — инструктор Мадонского райкома комсомола, заместитель председателя колхоза «Комунисма целый» Вентспилсского района, первый секретарь Вентспилсского райкома комсомола, заведующий отделом Вентспилсского райкома компартии Латвии, заместитель председателя Вентспилсского райисполкома, старший референт отдела местных советских органов Управления делами Совета Министров Латвийской ССР.
С 1976 по 1979? год — председатель Вентспилсского райисполкома, первый секретарь Прейльского райкома партии. С 1984 по 1988 год — первый секретарь Лиепайского райкома компартии Латвии.
С 1988 года работал в Риге:
- 1988—1990 — заместитель председателя Совета Министров Латвийской ССР;
- 1995—1998 — заместитель председателя, с 1996 года председатель 6-го Сейма Латвии.

В 1998—2006 годах — директор по сотрудничеству со странами СНГ компании «Евроконсультант», специализирующейся в области экономики и финансов, транспорта и юридических услуг.
Член КПСС в 1963—1990 годах, исключён с формулировкой «за раскольническую деятельность». Кандидат в члены ЦК Компартии Латвии.
Избирался депутатом Верховного Совета Латвийской ССР десятого и 11-го созывов, председатель Комиссии по охране природы.
Весной 1989 года избран народным депутатом СССР от Даугавпилсского территориального избирательного округа № 709 Латвийской ССР, а затем членом Плановой и бюджетно-финансовой комиссии Совета Союза.
Возглавлял правление общественной организации «Общество содействия Латвийско-белорусским экономическим связям».
В 1990 году голосовал за независимость Латвии. Был депутатом Верховного Совета с 1990 по 1993 годы, и с 1993 по 1998 годы Сейма Латвии. С 1996 по по 1998 год, был председателем сейма Латвии. В 1998 году также баллотировался в сейм, но не был избран.
В 1999 году был избран в Совет АО «Trasta komercbanka» и позднее являлся заместителем председателя Совета Банка.
В 2001 году принял участие в выборах в Рижскую думу, но не был избран. Однако в 2003 году, всё-таки стал депутатом Рижской думы. В 2004 году участвовал в создании партии «Новый Центр», и баллотировался от неё в сейм, однако не был избран. Через год, он покинул партию.
Умер 26 апреля 2024 года в возрасте 80 лет.

## Личная жизнь
Был женат на Илме Чепане. Cупруги имели одну дочь Лейлу и двух внуков. Позже пара развелась.

## Награды
- Командор ордена Трёх Звёзд (18 февраля 2000 года)[4].
- Командор со звездой ордена Заслуг (1 июля 1998 года, Норвегия)[5].
- Орден Почёта (16 апреля 2012 года, Белоруссия) — за значительный личный вклад в развитие политического, торгово-экономического, научно-технического и культурного сотрудничества между Республикой Беларусь и Латвийской Республикой[6].
- Медаль Балтийской ассамблеи (10 ноября 2011 года)[7].
- Почётная грамота Совета Министров Республики Беларусь (11 ноября 2008 года) — за значительный личный вклад в дело укрепления и развития экономических и научно-технических связей между Республикой Беларусь и Латвийской Республикой[8].